# Thallarcha erotis
Thallarcha erotis là một loài bướm đêm thuộc phân họ Arctiinae, họ Erebidae.